# فولاذ فائق التوصيل
الفولاذ الفائق التوصيل هو مفهوم في علم المواد، في إشارة إلى فكرة سبائك الصلب التي يمكن أن تتصرف كموصل فائق. ظهر المصطلح بشكل أساسي في مناقشات تصميمات الأجهزة المتخيلة التي تتضمن اندماجًا نوويًا أو عمليات ذات كثافة أعلى من الطاقة.

## استخدام نيويورك تايمز
في تقرير نتائج المسح الجيولوجي في أفغانستان في يونيو 2010 في نسختها على الإنترنت، وصفت صحيفة نيويورك تايمز النيوبيوم، التي تشمل استخداماتها الاقتصادية الرئيسية الفعلية الفولاذ الهيكلي، والسبائك غير الحديدية، والمغناطيسات فائقة التوصيل غير الحديدية، بأنها لينة المعدن المستخدم في إنتاج الفولاذ فائق التوصيل. وقد استشهد به على نطاق واسع، وغالبًا ما يتضمن عبارة الفولاذ فائق التوصيل.
اعترض قراء صحيفة التايمز علناً على هذه المعلومات، ووصفوها على التوالي بأنها خاطئة بشكل كبير. قائلين لا يوجد شيء مثل الفولاذ فائق التوصيل. حتى أكتوبر 2010، لم يتم إلحاق أي تصحيح للمقال من قبل التايمز.